# Couto (Barcelos)
Couto é uma povoação portuguesa do Município de Barcelos que foi sede da extinta Freguesia de Couto, freguesia  que tinha 1,57 km² de área e 348 habitantes (2011), e, por isso, uma densidade populacional de 221,7 hab/km².
A Freguesia de Couto, no âmbito de uma reforma administrativa nacional, pela Lei n.º 11-A/2013 de 28 de janeiro, foi agregada às freguesias de São Martinho de Alvito e São Pedro de Alvito, para formar uma nova freguesia denominada União das Freguesias de Alvito (São Pedro e São Martinho) e Couto, com sede em São Pedro de Alvito.

## População
| População da freguesia de Couto (1864 – 2011) | População da freguesia de Couto (1864 – 2011) | População da freguesia de Couto (1864 – 2011) | População da freguesia de Couto (1864 – 2011) | População da freguesia de Couto (1864 – 2011) | População da freguesia de Couto (1864 – 2011) | População da freguesia de Couto (1864 – 2011) | População da freguesia de Couto (1864 – 2011) | População da freguesia de Couto (1864 – 2011) | População da freguesia de Couto (1864 – 2011) | População da freguesia de Couto (1864 – 2011) | População da freguesia de Couto (1864 – 2011) | População da freguesia de Couto (1864 – 2011) | População da freguesia de Couto (1864 – 2011) | População da freguesia de Couto (1864 – 2011) |
| --------------------------------------------- | --------------------------------------------- | --------------------------------------------- | --------------------------------------------- | --------------------------------------------- | --------------------------------------------- | --------------------------------------------- | --------------------------------------------- | --------------------------------------------- | --------------------------------------------- | --------------------------------------------- | --------------------------------------------- | --------------------------------------------- | --------------------------------------------- | --------------------------------------------- |
| 1864                                          | 1878                                          | 1890                                          | 1900                                          | 1911                                          | 1920                                          | 1930                                          | 1940                                          | 1950                                          | 1960                                          | 1970                                          | 1981                                          | 1991                                          | 2001                                          | 2011                                          |
| 163                                           | 146                                           | 166                                           | 179                                           | 174                                           | 188                                           | 205                                           | 216                                           | 222                                           | 238                                           | 278                                           | 328                                           | 353                                           | 349                                           | 348                                           |

## História

### Século XI
A primeira referência à freguesia do Couto surge no Censual de entre Lima e Ave, organizado pelo bispo D. Pedro entre 1085 e 1091. Neste, surge a referência à paróquia "De Sancto Jacobi de Asinas", a qual, segundo historiadores modernos, corresponde à atual paróquia de S. Tiago do Couto.

### Século XIII
Nas inquirições gerais de 1220, elaboradas a mando de D. Afonso II, surge com a denominação de "De Sancto Jacobi de Tamial (...) est cautum", estando situado na terra de Neiva. Estas inquirições referem que o rei não tem ali reguengo algum porque é couto; que o rei não é padroeiro e que a igreja tinha sesmarias. Referem ainda que a igreja de Galegos tinha ali 3 casais, Banho 1 casal, Manhente 1 casal, S. Pedro de Calvelo 1 casal e S. Salvador meio casal.
Já nas inquirições de 1258, sob reinado de D. Afonso III, é referenciado como "Sancti Jacobi de Cauto de Cidi", situando-se "In Judicato de Nevia" referindo-se ainda:
"que est Couto est (sic) per padroes, et que non fazem al Rey nen uno foro, ergo que dam cada ano al Rey de renda 4 maravedis"

### Século XVI
Em 1529, foi edificada a atual Igreja Paroquial de São Tiago do Couto, a mando de Jorge de Miranda. Esta data comprova-se através da inscrição embutida na silharia do lado direito da fachada principal:
"HO LICENCIADO GEORGE DE MIRÃDA MANDOV FAZER ESTA EGREJA E ASENTO DELLA E. 1529"

### Século XVIII
Nas Memórias Paroquiais de 1758, refere-se que a freguesia pertencia à então comarca e termo da Vila de Barcelos. É feita uma menção aos residentes na freguesia, referindo-se que contava com 28 fogos, 15 casados, 4 viúvos, 12 solteiros, 10 menores e 20 ausentes.
Em relação aos lugares da freguesia, são referidos os seguintes: Midos, Cangostas, Latas, Nogueira, Casal, Portelinha, Casais e Aldeia.

No que toca à prática agrícola na freguesia, estas Memórias referem:
"É esta freguesia uma porção de terra a mais fértil das que em si contém o Vale de Tamel e por isso produz bom vinho de enforcado, abundância de milho grosso, o que vulgarmente se chama maís, milho miúdo e centeio também em suficiente quantidade, além do feijão de toda a casta e boas frutas que também produz."

### Século XIX
A paróquia de São Tiago do Couto, que desde 1528 estava referenciada como sendo anexa à de Campo (Barcelos), tornou-se independente da mesma em 1848.